# Nueva cumbia chilena
La nueva cumbia chilena, también llamada cumbia rock o cumbia zorrona, es un subgénero de la cumbia colombiana originado en Chile a principios de la década de 2000. Los antecedentes directos de este movimiento se pueden ver en la música de Joe Vasconcellos  y Sexual Democracia en los años 1990.

## Historia

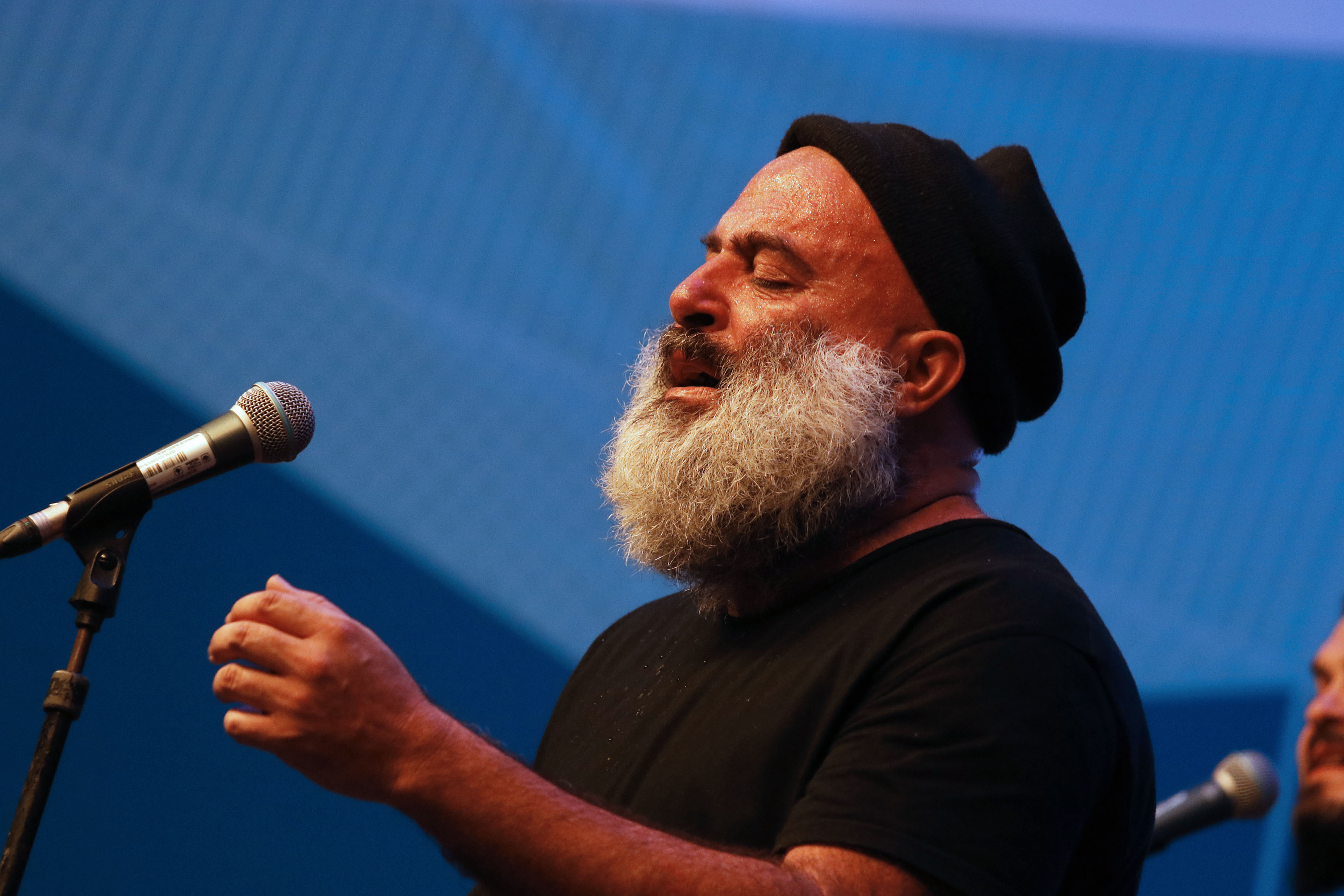
Aldo Asenjo junto a Chico Trujillo, uno de los pioneros en el género.

Nació por un interés en desarrollar comercialmente el género de la cumbia con una identidad urbana propia, por lo que se nutrió de distintos estilos —como el Rock, el hip hop, y una gran cantidad de géneros latinos como la música andina, la salsa, el merengue, el reggae, los boleros, el ska, la música afrolatina, como también de las bandas musicales de La Tirana, o incluso del folclor de los Balcanes como el klezmer y la música gitana—. Si bien tiene variadas influencias, su raíz fundamental se basa en la tradición de las bandas de música tropical que emergieron desde la década de 1950 en Chile, tales como la Orquesta Huambaly,  La Sonora Palacios, Los Viking's 5, Giolito y su Combo, la Pachuco y la Cubanacán, y la Sonora de Tommy Rey, pero reformulados para un público más joven, socialmente transversal, y en oposición a la cumbia romántica chilena (o Nueva Movida Tropical Chilena) más comercial y estandarizada, y desarrollada por bandas como La Noche, Américo y Noche de Brujas, y ampliamente difundida por los medios de comunicación de masas.
Ha crecido de forma paralela y en retroalimentación con el auge de la cumbia villera en Argentina, la chicha en Perú, y las nuevas tendencias asociadas a la cumbia y la fusión latina a lo largo de toda Latinoamérica.

El Galpón Víctor Jara, ubicado en pleno Barrio Brasil, fue uno de los lugares de difusión y desarrollo de este movimiento, en donde además se compartía con cantautores y músicos de la fusión latinoamericana, como de diversas manifestaciones culturales. Otro lugar en el que se ha masificado esta música es la Fonda Permanente, ubicada en el bohemio Barrio Bellavista de Santiago.

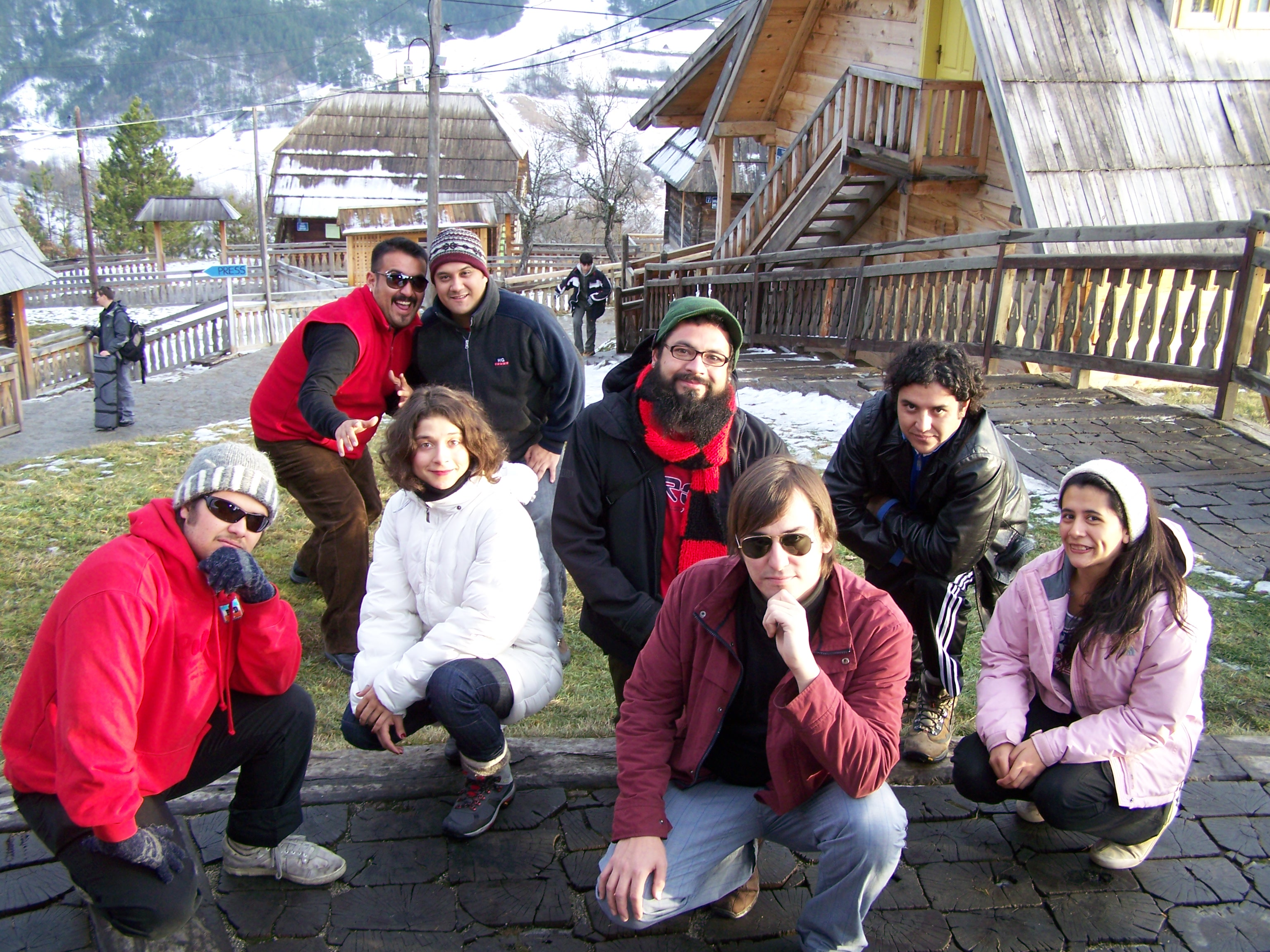
La Mano Ajena incorporó ritmos del folclor de los balcanes.

Sus principales exponentes son Chico Trujillo, Juana Fe, La Mano Ajena, Banda Conmoción, Villa Cariño, Cholomandinga, Combo Ginebra, Santa Feria, Sonora 5 Estrellas, Tizana, La Sagrada, La Guacha, Guachupé, La Combo Tortuga, La Transa, Tomo Como Rey, Moral Distraída, Sonora Barón, Chorizo Salvaje, Anarkía Tropikal, entre muchas otras bandas emergentes o menos difundidas, que buscan de manera independiente y autogestionada mostrar su música.

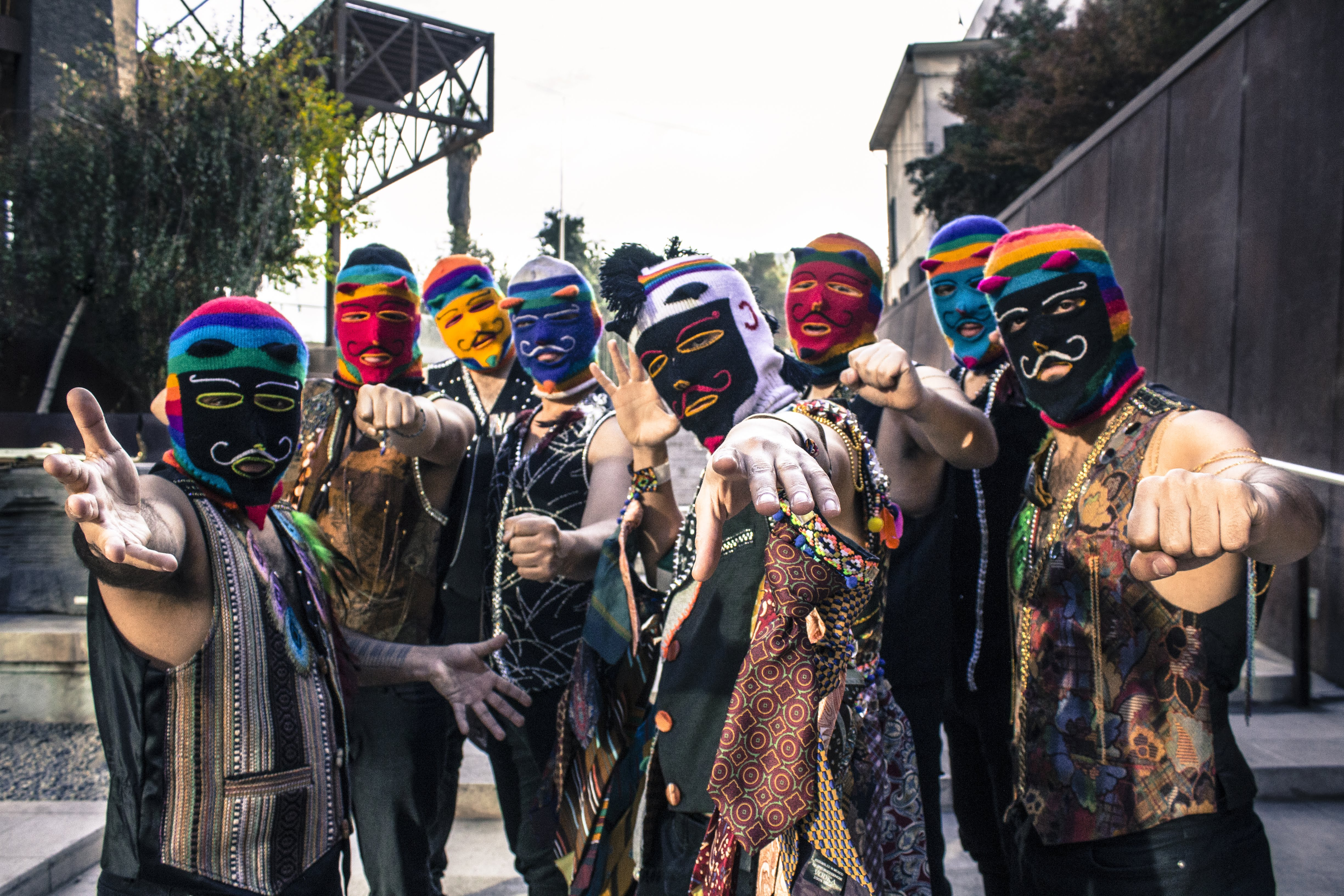
La Sagrada, incorpora el Ska y los carnavales del norte en su estilo "Skarnaval"

En 2018, Santaferia, por ejemplo, es la banda más escuchada en Spotify, donde junto a varias bandas del género lideran las encuestas y listas de reproducciones.
Actualmente, los eventos masivos de cumbia en el Teatro Caupolicán  o Movistar Arena son éxitos seguros de ventas si es que alguna de las bandas más populares los encabeza. Fiesta de Chile, Festival del Terremoto 360° y muchos más festivales, son apetecidos por la juventud universitaria y adulto joven en Chile.